# Menachem Mendel de Rimanov
Menachem Mendel de Rimanov (1745, Neustadt, Nowe, Miasto-1815) est un rebbe hassidique, et un des trois importants disciples d’Elimelekh de Lizhensk.

## Éléments biographiques
À l'âge de 11 ans, Menachem Mendel de Rymanów (lat. Rimanovia, or Rimanoa , une des villes de la voïvodie des Basses-Carpates, en Galicie, dans le Sud-Est de la Pologne) rencontre Dov Baer de Mezeritch, sa première rencontre avec le hassidisme.

## Œuvres
- (he) Sifrei haRahak Rabbi Menahem Mendel me-Rymanow.
- (he) Divrei Menachem
- (he) Menachem Tzion
- (he) Be'erot HaMayin